# Tricolia tenuis
Tricolia tenuis is een slakkensoort uit de familie van de Phasianellidae. De wetenschappelijke naam van de soort is voor het eerst geldig gepubliceerd in 1829 door Michaud.